# Chris Bannister
Chris Bannister (ur. 16 września 1959 w Wigan) – brytyjski menedżer w telekomunikacji mobilnej.

## Wykształcenie
Ukończył studia licencjackie z chemii na Sheffield Hallam University.

## Kariera
Tuż po studiach pracował w firmie chemicznej W.R Grace Ltd.
W branży telekomunikacyjnej pracował w ponad dziesięciu krajach na trzech kontynentach. Przez większość życia zawodowego kierował nowymi lub niszowymi projektami telefonii mobilnej, które doprowadzał do rangi ogólnokrajowych czy nawet ponadnarodowych marek.
Zaczynał w 1986 roku w brytyjskim oddziale Motoroli, po czym rozpoczął pracę nad pierwszym w swoim życiu projekcie tworzonym od podstaw – brytyjskiej sieci  Mercury One2One. Następnie pracował w Wietnamie dla Cable & Wireless Communications, by stamtąd przenieść się do Singapuru, gdzie tworzył sieć MobileOne. Po kilku latach pracy w Singapurze, przeniósł się do Malezji, gdzie był dyrektorem pionu sprzedaży, marketingu i obsługi klienta w tamtejszej sieci Digi (należącej do Swisscom). Po trzech latach pracy w Malezji wrócił do Europy. Przez niespełna dwa lata związany był z brytyjską siecią NTL. Następnie został szefem skandydnawskiego oddziału CK Hutchison Holdings Limited, dla którego uruchomił w Szwecji i Danii sieć 3 Scandinavia (obecnie funkcjonującą pod nazwą „3”). Następnie zaangażował się w działalność Hutchisona w Austrii w której pracował do 2005 roku i przylotu do Polski. W Polsce jako prezes P4 wprowadzał na rynek sieć Play jako czwartego operatora infrastrukturalnego telefonii komórkowej. Kierował nią do 2009 roku i pozostawił z 3,5  milionami klientów.
Po zakończeniu pracy w Polsce, Bannister został prezesem chilijskiej sieci Nextel Chile (dzisiaj WOM), która jest własnością islandzko–brytyjskiego Novatora – jednego z dwóch największych udziałowców polskiego Play.

## Działalność społeczna
Zaangażowany w działania mające na celu zwrócenie uwagi na zagrożenia związane ze zmianami klimatycznymi. W tym celu w 2019 roku odbył liczącą ponad 5000 kliometrów podróż na rowerze z miasta Arica do Punta Arenas w Chile. W 2017 roku był mówcą podczas chilijskiej edycji konferencji TEDx.

## Życie prywatne
Związany z chilijską aktywistką ekologiczną Keną Romagnoli. Ma brata, do dziś mieszkającego w rodzinnym Wigan. 